# Apeadeiro de Prilhão-Casais
O Apeadeiro de Prilhão-Casais foi uma interface ferroviária do Ramal da Lousã, que servia as localidades de Prilhão e Casais, no Distrito de Coimbra, em Portugal.

## Descrição
O abrigo de plataforma situava-se do lado noroeste da via (lado esquerdo do sentido ascendente, a Serpins).

## História

### Abertura ao serviço
Este apeadeiro situava-se no troço entre Lousã e Serpins do Ramal da Lousã, que foi aberto à exploração em 10 de Agosto de 1930, pela Companhia Real dos Caminhos de Ferro Portugueses.

### Século XXI
Em Fevereiro de 2009, a circulação no Ramal da Lousã foi temporariamente suspensa para a realização de obras, tendo os serviços sido substituídos por autocarros.

O troço entre as estações de Serpins e Miranda do Corvo foi encerrado em 1 de Dezembro de 2009, para as obras de construção do Metro Mondego. O projeto apresentado em 2007 para o Metro Mondego (entretanto nunca construído) preconizava a supressão de Prilhão-Casais, sendo a única das interfaces vigentes do Ramal da Lousã a ser encerrada, introduzindo porém uma nova estação/paragem (Espírito Santo) — situada igualmente entre Lousã e Serpins, mas em local diferente.